# Pniewy (jezioro na Równinie Torzymskiej)
Pniewy – jezioro w woj. lubuskim, w powiecie sulęcińskim, w gminie Torzym, leżące na terenie Równiny Torzymskiej.

## Dane morfometryczne
Powierzchnia zwierciadła wody według różnych źródeł wynosi od 5,5 ha do 6,0 ha. 
Zwierciadło wody położone jest na wysokości 85,6 m n.p.m. lub 85,6 m n.p.m. Głębokość maksymalna jeziora wynosi 2,4 m.